# 科隆展会/多伊茨车站
科隆展会/多伊茨站（德語：Bahnhof Köln Messe/Deutz），在2004年11月前称为科隆-多伊茨车站（德語：Bahnhof Köln-Deutz），是德国科隆设于莱茵河右岸分区多伊茨的一个重要的长途及短途铁路枢纽。作为一座展会车站，它确保了科隆国际展览会与国内及国际性的铁路客运连接。车站设有一座行人隧道与毗邻的多伊茨/展会地铁站相连，旅客可由此过渡到公共交通。
该站在功能上属于分岔站类别，在设计上则采用高架车站样式：地势较高的部分为科隆展会/多伊茨的运营站和科隆展会/多伊茨停车点（用于快铁），它们服务于东西走向、经由霍亨索伦桥及科隆火车总站运行的莱茵河右岸及左岸铁路。地势较低的部分为科隆展会/多伊茨低站台，它结合了仅在右岸运行、并绕开科隆总站的南北走向铁路，同时也为由米尔海姆直接通往卡尔克的列车提供服务。
科隆展会/多伊茨车站的一个重要职能是缓解科隆火车总站的交通瓶颈压力，一些ICE列车会停靠在展会/多伊茨车站而非科隆总站，这可以省却列车换向的麻烦，而许多从西部驶来的区域性列车也会在该站终到，以避免它们对火车总站造成堵塞。

## 历史

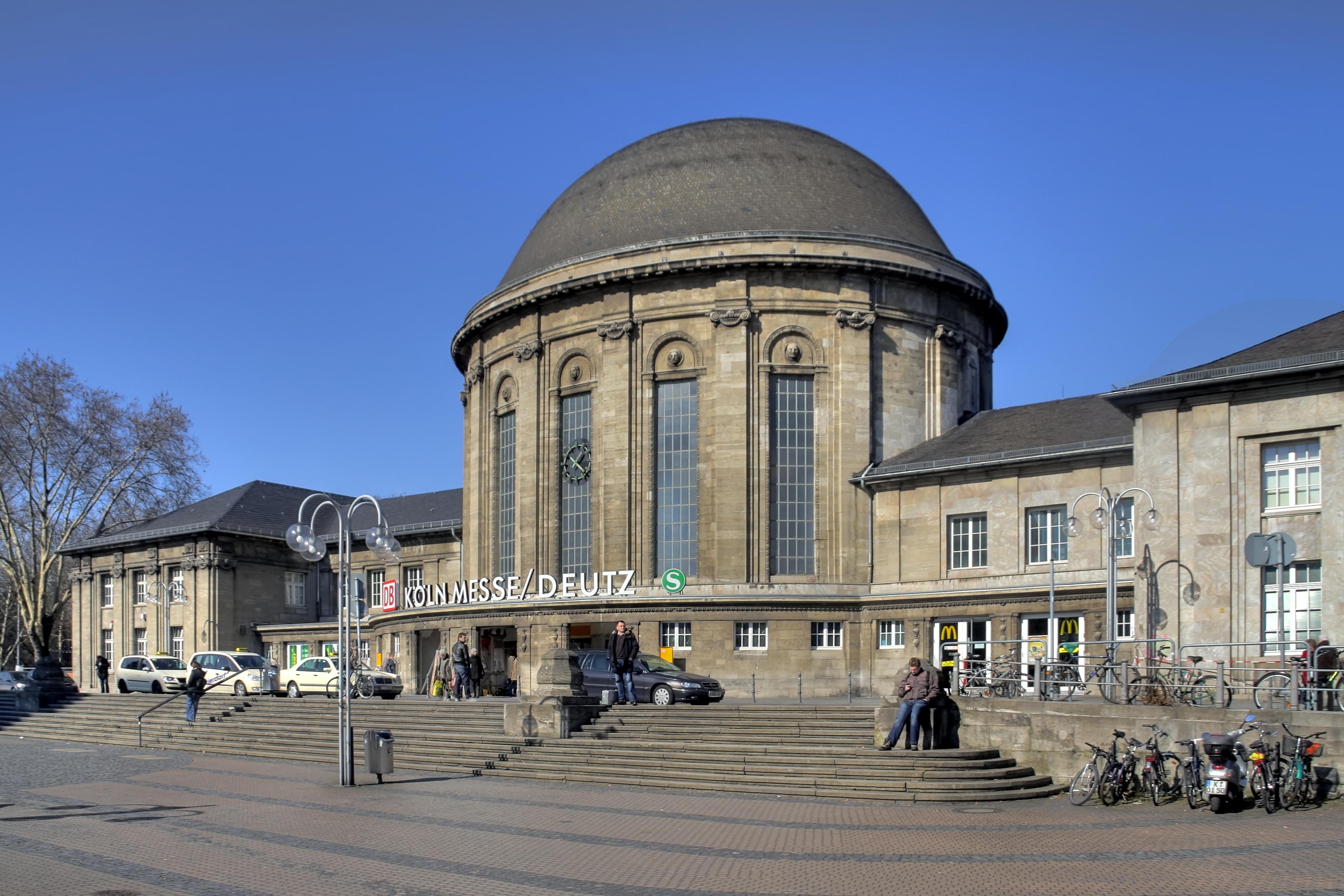
科隆展会/多伊茨车站的接待大楼

科隆展会/多伊茨车站是自1845年以来由几个前身建筑发展而来，并在1913年11月11日以现有的基本架构投入运营。它逐渐取代了由相互竞争的科隆－明登铁路公司和贝吉施－马尔基施铁路公司所设立的4座铁路客运站。
1845年12月20日，科隆－明登铁路公司在车站现址附近的莱茵河畔设立了一座尽头式车站作为通往杜塞尔多夫西南部的铁路线的起点，并希望尽快修建一条莱茵河大桥或至少借助蒸汽船与河对岸的特兰克巷车站（Bahnhof Trankgasse）相连，以实现进一步通往亚琛和安特卫普。根据最初的计划，还有两条明显的通过式轨道通向莱茵河。该线路在其后被进一步经由杜伊斯堡及多特蒙德修建至明登，并与通往柏林的线路相连。
1859年，该站也成为了正在建设的多伊茨-吉森铁路的起点，同时为了连接莱茵河右岸及左岸铁路，一条被称为大教堂桥或俗称为的桥梁在多伊茨至科隆之间建成，这也是自古罗马时代以来，首条横跨莱茵河的永久性桥梁。旧的车站设施进行了扩展，并在新的铁路走向旁增加了通过式站台。此时的多伊茨尽头式车站主要开办普客列车服务，而跨区域范围的信使列车及快速列车则停靠于当时的科隆中央车站。以新建的多伊策费尔德编组及停车站作为前往多伊茨、科隆、明登及吉森的简易换乘站的最初计划则没有进一步实现.。
1886年10月1日，由科隆－明登铁路公司始建于1845年的尽头站站台被关闭，普客列车被引至由贝吉施－马尔基施铁路公司设立的浮桥车站（Bahnhof Schiffbrücke）。直至多伊茨的铁路系统进行重组，尤其是用于编组及停车的多伊策费尔德车站在1911年至1913年完成改造后，旧的多伊茨尽头站开始主要作为货运站使用。
1913年，在贝吉施－马尔基施铁路公司经营的车站被收归国有后（并入普鲁士国家铁路），多伊策费尔德和浮桥车站被拆除，它们的线路通过新设立的多伊茨火车总站（Deutzer Hauptbahnhof）连接在一起。原来的多伊策费尔德车站有时也被称为多伊茨北站（Deutz-Nord），它位于后来的科隆展会、即如今的RTL大楼之中；而浮桥车站也被称为桥站（Brückenbahnhof），它位于莱茵河畔通往科隆的浮桥上。多伊策费尔德的名称在其后也被位于更靠东部的编组及停车站——科隆-多伊策费尔德车站所使用。
在纳粹德国时期，几乎所有居住在科隆的犹太人都通过多伊茨车站的低站台被驱逐出境。这里于1941年10月开始了首次遣送工作，最后一次公开的遣送则是在1944年10月1日发往泰雷津集中营。车站附近的各个展会场馆在当时也被用作集运仓库。
多伊茨车站于第二次世界大战中被摧毁，由铁和玻璃材质制成的三船式站台大堂在战后被混凝土制成的站台檐篷所取代。隧道设施的一部分及整个站前广场（奥托广场）则被纳入了科隆市的法定古迹名录。
自1988年起，作为计划中通往法兰克福的高速铁路概念的一部分，科隆开始制定城际快车运输在科隆地区的重组规划。该规划的核心便是利用科隆-多伊茨车站作为城际快车车站。科隆市议会（另一来源称：德国铁路董事会）在1996年决定将多伊茨车站作为城际快车终端进行扩建，并在1997年底明确将计划中经由科隆－莱茵/美因高速铁路的新城际快车线路通过多伊茨车站。1997年12月，德国铁路董事会决定将车站分为几个阶段扩建。

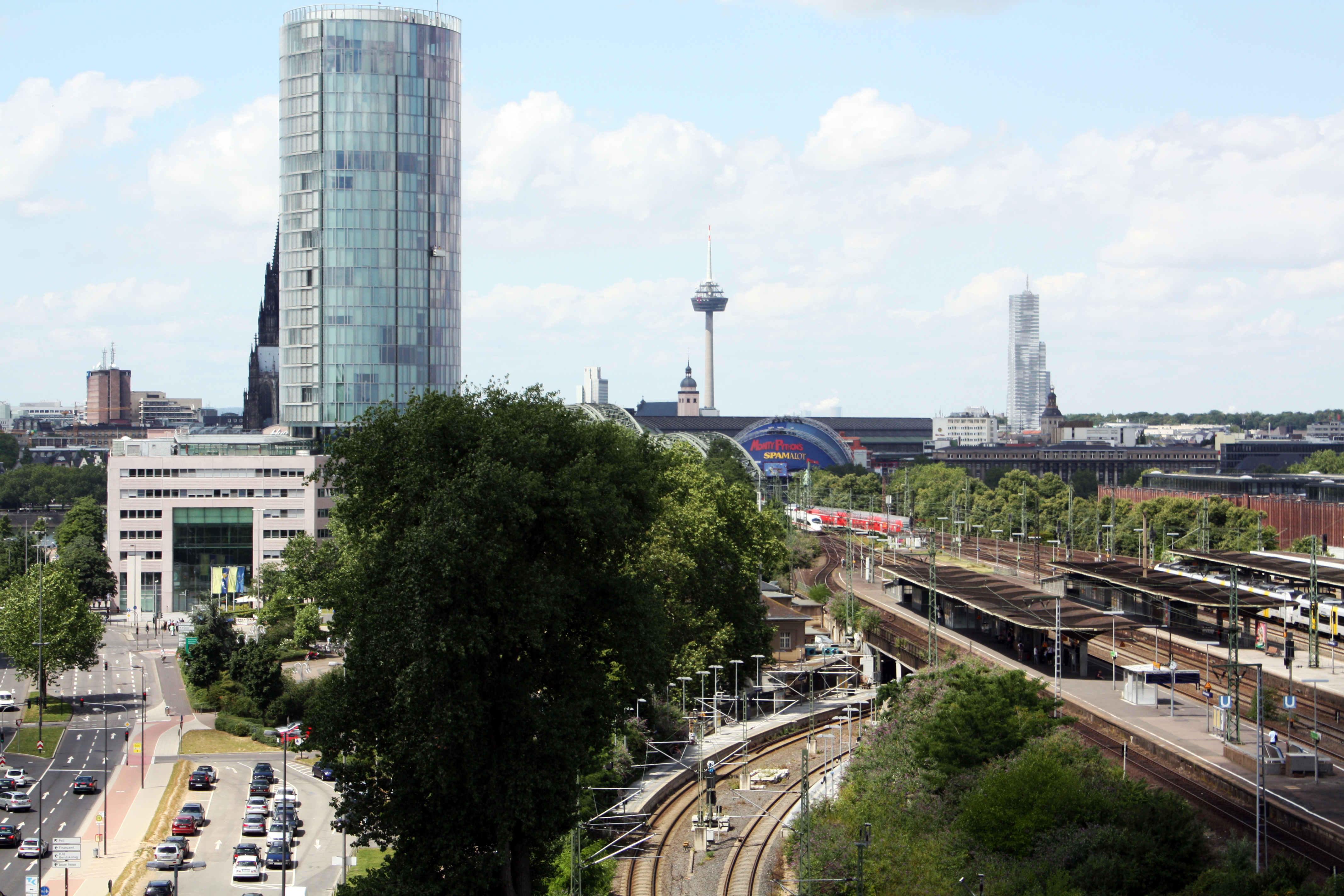
高架车站样式的科隆展会/多伊茨高站台及低站台

当科隆国际展览有限公司最终在1998年决定于车站附近兴建一座新的总部大楼后，其于1999年成立了一个由德铁车站及服务公司、科隆市政府及科隆国际展览公司共同控股的公私合营企业。
至1999年中期，在针对科隆展会/多伊茨车站作为城际快车终端的国际建筑设计竞赛中，共收到57份提案。它们均需要兼顾城市规划和交通运输方面的问题。在最后一轮竞争中共有8项方案入围。其需要设计的区域涉及22公顷和15万平方米的使用空间。既定的措施包括要将两座低站台进行延长以适应城际快车运输，以及将进站线路扩建为复线。对于4座城际快车站台的扩建也进行了审议。计划还应该设置一条800米长的加盖输送带，以使该站与科隆火车总站相连。这项由德国铁路、科隆市政府和科隆国际展览公司共同开展的审理过程于2000年结束，并在2000年10月启动了施工的规划审批程序。整体概念的估算费用为1.4亿德国马克，它们将由德国铁路、科隆市政府和科隆国际展览公司共同承担。而一条贯穿整座车站、边长为120米的玻璃顶棚则将额外耗费4,000万德国马克。
2001年11月8日，两座低站台，11和12站台开始了现代化更新的施工前期准备工作。通过翻新的设施，车站可在新造高速铁路投运营后（2002年10月）从每小时及每个方向向科隆总站传递1班列车。随后这个数字应该增加为3班至4班。车站底部两座外侧站台的现代化以及其它的改造措施共耗资1,090万欧元。
车站在2004年12月11日之前都使用科隆-多伊茨（Köln-Deutz）的名称，但由于科隆国际展览公司的展会场馆紧邻车站，于是在后者的努力下，促成了车站的更名。更名的费用完全由科隆国际展览公司承担，因为它们希望通过重命名达到营销效果。自2006年11月3日起，通过展会新设立的南入口可直接与车站相连。

## 铁路设施

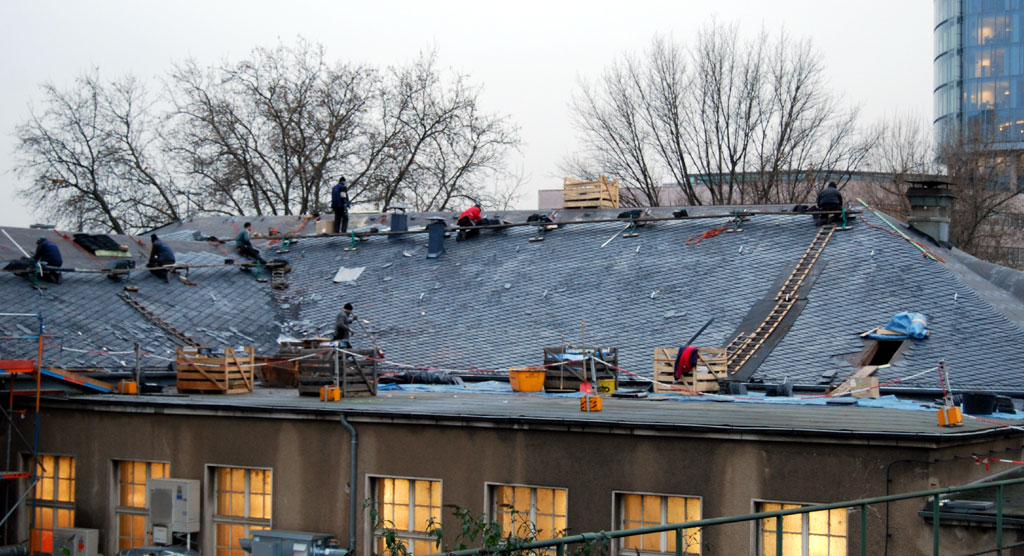
板岩材质的站房屋顶

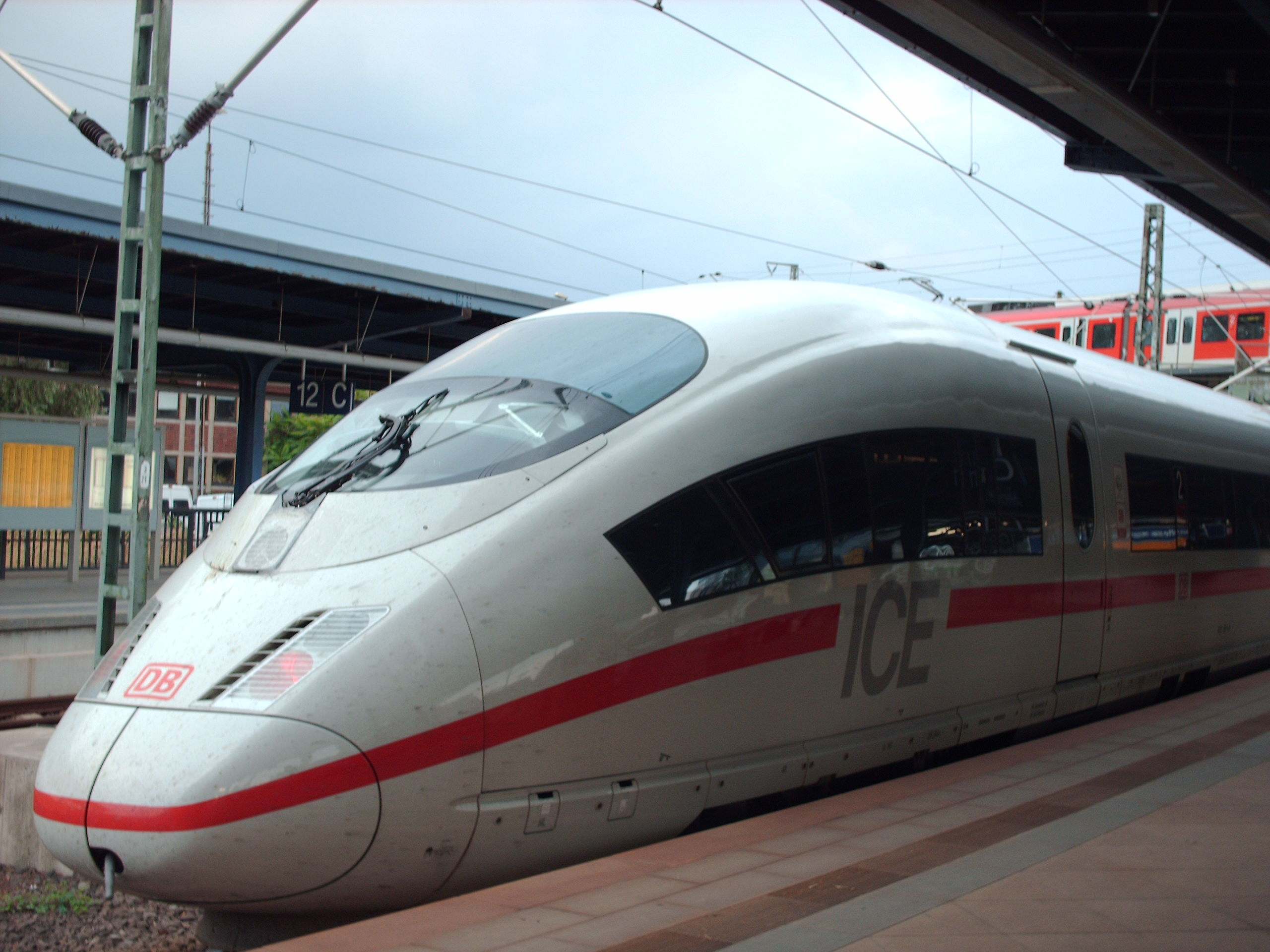
发往南部的ICE列车停靠于低站台，其背部是通往火车总站的快铁停车点

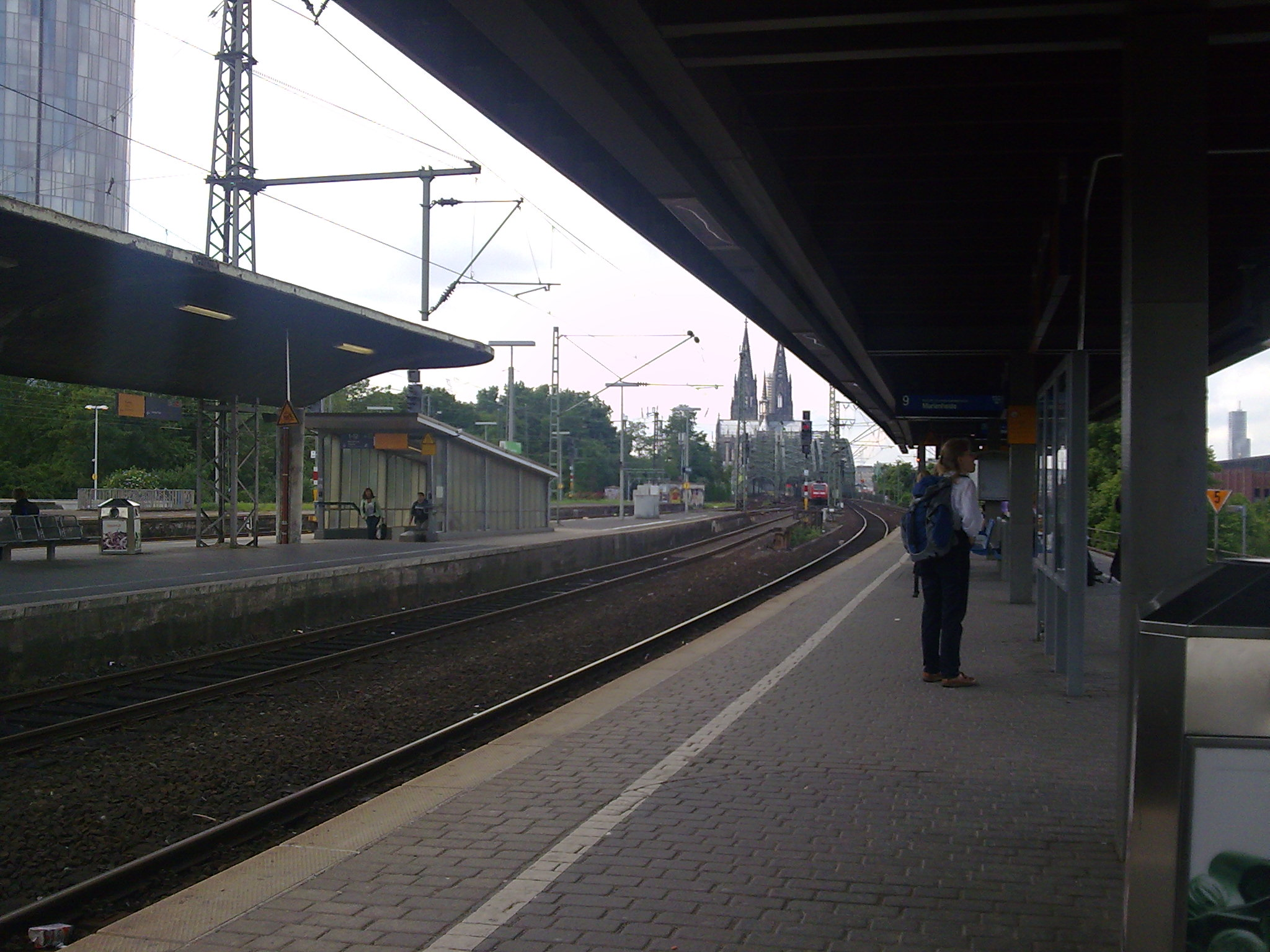
在快铁站台上可以望见科隆大教堂

车站如今是继火车总站之后在科隆最重要的铁路车站。科隆展会/多伊茨营运站处于地势较高的部分，它由分居3座站台的6条到发线和2条不设站台的正线组成。紧挨着它的是设有2条快铁轨道和1座独立站台的科隆展会/多伊茨停车点，它是在科隆快铁网络的扩张过程中（1985年－1990年）以及霍亨索伦桥的第三桥相关建设过程中建成的。快铁停车点最为奇怪的是它有一部分区域从属于科隆火车总站，这与汉萨灵和特里姆伯恩大街（Trimbornstraße）的停车点类似。
地势较低的部分为科隆展会/多伊茨营运站的低站台，它随着科隆－莱茵/美因高速铁路的建设而被完全重建。来自城际快车10号线（柏林－科隆/波恩机场）和41号线（埃森－慕尼黑）的ICE列车会定期在这里的两条到发线中停靠。这些列车可在此直接继续前往北部或南部而无需驶入科隆火车总站，从而省却了2次穿越霍亨索伦桥和1次换向的程序。
从北部驶入科隆展会/多伊茨低站台的通道直至2007年12月才完成复线改造，并将最高限速提升至100公里/小时。为了完成改造，低站台于2006年12月10日至2007年12月8日期间被暂停服务。通往南部古梅尔斯巴赫大街分支点（Abzweigstelle Gummersbacher Straße）的连接线最初也是单线铁路，它是至2010年初才增建了第2条轨道。
在德国车站营运点目录中，车站使用的代码为（即科隆展会/多伊茨）和（即科隆展会/多伊茨低站台），同时快铁停车点使用的代码则为（即科隆展会/多伊茨停车点）。
2009年，车站因破旧不堪的建筑外观而被授予了“酸柠檬奖（Sauren Zitrone）”，这是一个由科隆交通协会（Kölner Verkehrsverein）颁发，专门用于那些破坏城市景观的失败建筑物的奖项。

## 规划
在莱茵兰短途运输合作组织所作出的一项决议中明确，将对科隆展会/多伊茨车站加装4个升降机设施，以建立一条无障碍通道可通往所有站台（此前只有10道及11道为无障碍通道）。因此在低站台的12道也可以实现无障碍进出（并无需经过此前通往城铁隧道的大弯路），还应当额外建立一条从城铁隧道通往12道的通道。
在德国铁路、德国联邦政府和北威州政府于2010年3月31日在杜塞尔多夫举行的铁路峰会中决定，车站应在2019年以前投入1,100万欧元进行扩建。车站将朝着展会方向对一条快铁外侧站台进行扩建，以加快旅客乘降速度。但它目前仍处于审议阶段，如果被否决，当局将计划在科隆火车总站增建2条新的快铁轨道。

## 列车服务

### 长途运输
截至2014年，共有下列班次的长途运输服务在科隆展会/多伊茨车站到发：
| 线路   | 走向 | 发车频率  |
| ------ | --- | --------- |
| ICE 10 | 柏林 － 汉诺威 － 比勒费尔德 － 哈姆 － 多特蒙德 － 波鸿 － 埃森 － 杜伊斯堡 － 杜塞尔多夫机场 － 杜塞尔多夫 － 科隆展会/多伊茨 － 科隆/波恩机场   | 个别班次  |
| ICE 41 | （多特蒙德 －） 埃森 － 杜伊斯堡 － 杜塞尔多夫 － 科隆展会/多伊茨 － （科隆/波恩机场 －） 法兰克福机场 － 法兰克福 － 维尔茨堡 － 纽伦堡 － 慕尼黑 | 每小时1班 |
| ICE 78 | 法兰克福 － 法兰克福机场 － 科隆展会/多伊茨 － 杜塞尔多夫 － 杜伊斯堡 － 奥伯豪森 － 杜伊斯堡 － 阿纳姆 － 乌得勒支 － 阿姆斯特丹                  | 个别班次  |

### 短途运输
在区域铁路服务中，共有7条区域快车、6条区域列车和4条快铁列车线路途经科隆展会/多伊茨车站：
| 线路                    | 走向 | 发车频率  |
| ----------------------- | --- | --------- |
| RE 1 北威快车           | （帕德博恩 －） 哈姆 － 多特蒙德 － 埃森 － 杜伊斯堡 － 杜塞尔多夫 － 科隆展会/多伊茨 － 科隆 － 迪伦 － 亚琛                 | 每小时1班 |
| RE 5 莱茵快车           | 埃默里希 － 韦塞尔 － 奥伯豪森 － 杜伊斯堡 － 杜塞尔多夫 － 科隆展会/多伊茨 － 科隆 － 波恩 － 雷马根 － 安德尔纳 － 科布伦茨 | 每小时1班 |
| RE 7 莱茵-明斯特兰快车  | 赖讷 － 明斯特 － 哈姆 － 哈根 － 伍珀塔尔 － 索林根 － 科隆展会/多伊茨 － 科隆 － 诺伊斯 － 克雷费尔德                       | 每小时1班 |
| RE 8 莱茵-埃尔夫特快车  | 门兴格拉德巴赫 － 科隆 － 科隆展会/多伊茨 － 科隆/波恩机场 － 特罗斯多夫 － 波恩-布埃尔 － 新维德 － 科布伦茨                 | 每小时1班 |
| RE 9 莱茵-锡格快车      | 亚琛 － 迪伦 － 科隆 － 科隆展会/多伊茨 － 特罗斯多夫 － 奥乌 － 锡根                                                         | 每小时1班 |
| RE 12 埃菲尔-摩泽尔快车 | 科隆展会/多伊茨 － 科隆 － 奥伊斯基兴 － 卡尔 － 盖罗尔施泰因 － 特里尔                                                       | 两小时1班 |
| RE 22 埃菲尔快车        | 科隆展会/多伊茨 － 科隆 － 奥伊斯基兴 － 卡尔 － 盖罗尔施泰因                                                                 | 两小时1班 |
| RB 24 埃菲尔列车        | 科隆展会/多伊茨 － 科隆 － 奥伊斯基兴 － 卡尔                                                                                 | 每小时1班 |
| RB 25 上贝吉施列车      | 科隆 － 科隆展会/多伊茨 － 奥沃拉特 － 古默斯巴赫 － 马林海德                                                                 | 半小时1班 |
| MRB 26 中莱茵列车       | 科隆展会/多伊茨 － 科隆 － 波恩 － 雷马根 － 安德尔纳 － 科布伦茨                                                             | 每小时1班 |
| RB 27 莱茵-埃尔夫特列车 | （门兴格拉德巴赫 －） 科隆 － 科隆展会/多伊茨 － 特罗斯多夫 － 波恩-布埃尔 － 新维德 － 科布伦茨                              | 每小时1班 |
| RB 35 韦塞尔号          | 韦塞尔 － 杜伊斯堡 － 杜塞尔多夫 － 科隆展会/多伊茨 － 科隆 （于高峰时段视情况开行）                                          | 每日1班   |
| RB 38 埃尔夫特列车      | 杜塞尔多夫 － 诺伊斯 － 格雷文布罗赫 － 贝德堡 － 科隆 － 科隆展会/多伊茨                                                     | 每小时1班 |
| RB 48 莱茵-伍珀列车     | 伍珀塔尔 － 索林根 － 科隆展会/多伊茨 － 科隆 － 波恩 － 波恩-梅勒姆                                                          | 半小时1班 |
| S 6 莱茵-锡格快铁       | 埃森 － 拉廷根东 － 杜塞尔多夫 － 朗根菲尔德 － 科隆展会/多伊茨 － 科隆 － 科隆-尼佩斯                                        | 20分钟1班 |
| S 11 莱茵-锡格快铁      | 杜塞尔多夫机场航站楼 － 杜塞尔多夫 － 诺伊斯 － 多尔马根 － 科隆 － 科隆展会/多伊茨 － 贝吉施格拉德巴赫                       | 20分钟1班 |
| S 12 莱茵-锡格快铁      | （迪伦 －） 辛多夫 － 霍勒姆 － 科隆 － 科隆展会/多伊茨 － 特罗斯多夫 － 锡格堡/波恩 － 亨内夫车站 （－ 奥乌）                | 20分钟1班 |
| S 13 莱茵-锡格快铁      | （亚琛 － 霍勒姆 －） 科隆 － 科隆会展/多伊茨 － 科隆/波恩机场 － 特罗斯多夫                                                  | 20分钟1班 |

### 城铁
多伊茨/展会地铁站是科隆城铁辖下的一座车站，这里停靠有科隆运输公司开办的1号、3号、4号及9号公交线路。